# Polyomaviridae

Schemazeichnung: Virion der Polyomaviridae (Querschnitt & Aufsicht)

Die Familie Polyomaviridae umfasst unbehüllte DNA-Viren, die bei verschiedenen Wirbeltieren (Säugetiere, Nagetiere und Vögel) und beim Menschen zu persistierenden Infektionen führen. Diese und die nahestehende Familie Papillomaviridae entstanden durch Aufspaltung der ehemaligen Familie Papovaviridae wurden vom International Committee on Taxonomy of Viruses (ICTV) im März 2020  als Papovaviricetes in den Rang einer Klasse erhoben, um die beiden Familien der Papovaviren zusammenzufassen. Die ursprünglich einzige Gattung Polyomavirus wurde schon vorher ebenso aufgeteilt in vier Gattungen Alphapolyomavirus bis Deltapolyomavirus (s. u.). Der Name der Familie setzt sich aus dem griechischen πολύς (poly: viel, mehrere) und dem Suffix -oma aus der Benennung für Tumoren ab, da das erste identifizierte Virus der Familie, das Murine Polyomavirus, bei neugeborenen Mäusen zu verschiedenen Tumoren führt.
2013 wurden Hybride beschrieben zwischen Papillomaviren und Polyomaviren.

## Morphologie

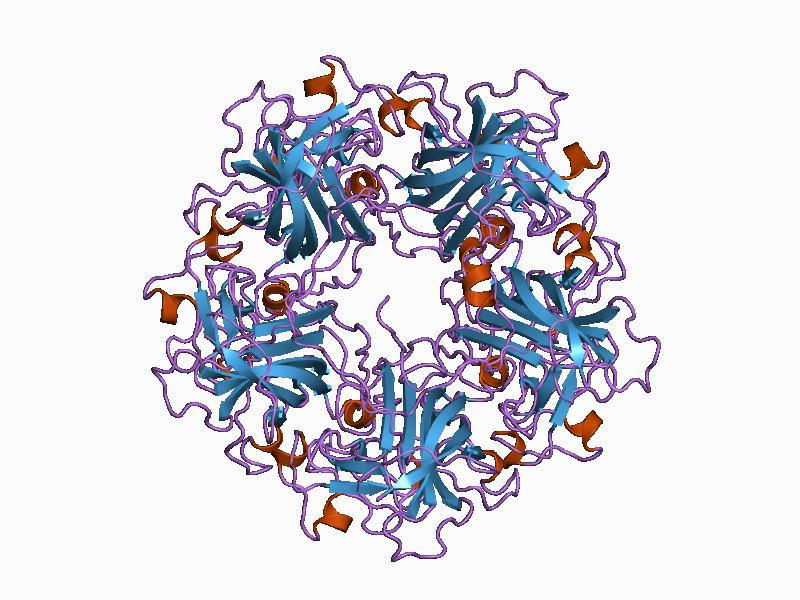
Bildung eines Pentamers aus fünf Molekülen des VP1

Die Virionen (Viruspartikel) der Polyomaviren bestehen aus einem nackten, etwa 40 bis 45 nm im Durchmesser großen Kapsid, das aus 72 Kapsomeren zusammengesetzt ist. Die Kapsomere sind in einer ikosaedrischen Symmetrie angeordnet (T=7). Die einzelnen Kapsomere werden an der Basis aus fünf Molekülen des Kapsidproteins VP1 gebildet (Pentamer), die jedoch zueinander nicht gleichförmig, sondern verdreht (windschief) angeordnet sind. Man spricht daher auch von einer verdrehten, ikosaedrischen Symmetrie (T=7d). An der Innenseite des Kapsids stabilisieren die Kapsidproteine VP2 und VP3 das VP1-Gerüst; sie interagieren auch mit der dsDNA im Inneren des Kapsids. Häufig werden abweichende Viruspartikel beobachtet, darunter leere normal strukturierte Kapside, sehr kleine, leere Kapside (Mikrokapside) und unregelmäßige röhrenförmige Strukturen, die aus den Kapsidproteinen in unterschiedlicher Zusammensetzung gebildet werden. Das VP1 Kapsidprotein kann sich ohne weitere Virusproteine spontan zu Virus-ähnlichen Partikeln zusammenlagern, die jedoch keine Nukleinsäure verpacken können. Im echten Virion macht das VP1 rund 70 % des gesamten Proteingehaltes aus.
Im Inneren der Kapside befindet sich der kovalent geschlossene DNA-Ring des Virusgenoms. Dieser ist wie bei den Papillomaviridae mehrfach verdrillt („supercoiled“) und bildet zusammen mit zellulären Histonen einen Nukleoproteinkomplex, der den eukaryotischen Nukleosomen strukturell sehr ähnelt. Von den fünf bekannten Histonen findet man die Histone H2a, H2b, H3 und H4.
Die Kapside sind sehr umweltstabil und können mit Diethylether, 2-Propanol oder Detergenzien (Seife) nicht inaktiviert werden. Sie sind hitzestabil bis 50 °C für 1 Stunde; bei gleichzeitiger Gegenwart von Magnesiumchlorid in 1 M Konzentration, sind die Kapside instabil, was ähnlich wie bei den Papillomviren auf die Abhängigkeit der Kapsidstruktur von zweiwertigen Kationen hindeutet.

## Genom

Genomkarte von SV40, repräsentativ für die Polyomaviridae

Das Genom der Polyomaviren besteht aus einem einzelnen Molekül eines doppelsträngigen, kovalent geschlossenen DNA-Rings. Von einer nichtcodierenden, regulatorischen Region ausgehend sind die Offenen Leserahmen (ORFs) für die 5 bis 9 verschiedenen Virusproteine so angeordnet, dass die ORFs für die frühen Transkripte in einer Leserichtung laufen, die der späten Transkripte in die entgegengesetzte Richtung. Zu den frühen Transkripten gehören das große und eventuell auch kleine T-Antigen sowie andere regulatorische Proteine; die späten Transkripte codieren für die drei Strukturproteine VP1-3. Die Leserahmen überlappen sich mit teilweise verschiedenen Leserastern, so dass die Polyomaviren mit einer Genomgröße von etwa 4,7 bis 5,5 kBp für eine relativ hohe Zahl an Proteinen codieren. Wie die Papillomviren besitzen die Polyomaviren keine eigene DNA-Polymerase zur Vermehrung der viralen DNA, sie sind ebenfalls auf zelleigene Polymerasen angewiesen. Die frühen Virusproteine binden an die Enhancer und Promotoren für ihre eigenen Leserahmen in der regulatorischen Region. Dadurch wird im Laufe der Virusvermehrung die Produktion dieser Proteine zugunsten der späten Proteine unterdrückt. Die Untersuchung dieses Mechanismus beim SV-40 führte zur Entdeckung dieser regulatorischen Sequenzen bei Eukaryoten und zur Entwicklung des Enhancer-Konzeptes in der Molekularbiologie.

## Biologische Bedeutung
Aviäre Polyomaviren lösen beispielsweise die Französische Mauser aus. Das BK-Virus (BKV, BK-Polyomavirus oder BKPyV) kann beim Menschen bei immunsuppressiver Behandlung nach Nierentransplantation zum Verlust des Transplantates führen. Das BK-Virus kann außerdem zur Infektion der Atemwege oder Zystitis bei Kindern führen, es kann eine hämorrhagische Zystitis bei Knochenmarkstransplantierten, eine Ureterstenose bei Nierentransplantierten und eine Meningoencephalitis bei AIDS-Patienten hervorrufen.
Die zu dieser Gattung gehörenden BK- und JC-Viren, die auch als Humanes Polyomavirus 1 und 2 (früher Polyomavirus hominis Typ 1 und 2) bezeichnet werden, persistieren im Nierengewebe; in der Normalbevölkerung können Antikörper gegen BK-Virus (BKV) zu 100 % und gegen JC-Virus (JCV) zu etwa 80 % nachgewiesen werden.
Die Tatsache, dass bei nicht erheblich vorgeschädigten Menschen und bei nicht erfolgter Doppelinfektion oder Sekundärinfektion eine Infektion mit diesen Viren nur extrem selten einen tödlichen Verlauf nimmt, zeigt zum einen, dass diese krankheitsauslösenden Viren sehr stark an den Menschen als ihren Reservoirwirt angepasst sind. Die Schädigung seines Reservoirwirts ist für ein Virus kein vorteilhafter Effekt, da er zur eigenen Vermehrung auf diesen angewiesen ist. Die dennoch von diesem Virus beim Reservoirwirt ausgelösten Erkrankungen sind letztlich nur Nebeneffekte der Infektion. Zum Zweiten wird dadurch auch deutlich, dass sich der Mensch ebenfalls im Verlaufe vieler Generationen an dieses Virus anpassen konnte.
Es besteht im Moment eine BK-Virus Durchseuchung der Bevölkerung von 80-90 %. Das JC-Virus führt bei zellulär Immunsupprimierten (AIDS St. C3) zur progressiv multifokalen Leukoenzephalopathie (PML). Die PML verläuft fast immer tödlich.
Das Simiane Virus 40 oder SV40 ist potenzieller Auslöser verschiedener Tumorerkrankungen. Teile der SV40-DNA finden in der Molekularbiologie Anwendung als besonders starker Promotor beziehungsweise Enhancer.

## Systematik

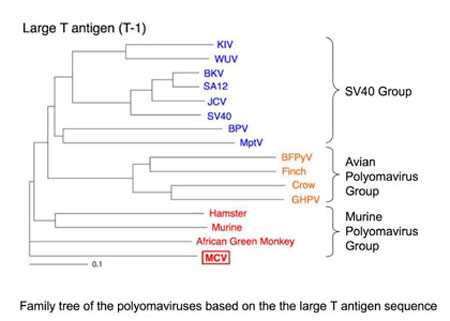
Phylogenetische Verwandtschaft innerhalb der Polyomaviridae

Die frühere Gattung Polyomavirus wurde in vier Teile aufgespaltet, denen die Namen der griechischen Buchstaben Alpha bis Theta vorangestellt werden (ICTV Stand Mitte April 2024):
Familie Polyomaviridae
- Gattung Alphapolyomavirus[8] (51 Spezies)
  - Spezies Alphapolyomavirus acelebensis mit Bat polyomavirus 5b2 (BatPyV5b-2)
  - Spezies Alphapolyomavirus aflavicollis mit Apodemus flavicollis polyomavirus 1 (AflaPyV1)
  - Spezies Alphapolyomavirus apaniscus mit Ateles paniscus polyomavirus 1 (ApanPyV1)
  - Spezies Alphapolyomavirus callosciuri mit Callosciurus erythraeus polyomavirus 1 (CeryPyV1)
  - Spezies Alphapolyomavirus cardiodermae mit Cardioderma polyomavirus (CardiodermaPyV)
  - Spezies Alphapolyomavirus carolliae mit Bat polyomavirus 4b (BatPyV4b)
  - Spezies Alphapolyomavirus chlopygerythrus mit Meerkatzen-Polyomavirus (en. Vervet monkey polyomavirus 1, AGMPyV-1, VmPyV1) alias Chlorocebus pygerythrus polyomavirus 1
  - Spezies Alphapolyomavirus dobsoniae mit Bat polyomavirus 5a (BatPyV5a)
  - Spezies Alphapolyomavirus eidoli mit Eidolon polyomavirus 1 (EidolonPyV)
  - Spezies Alphapolyomavirus gorillae mit Gorilla gorilla gorilla polyomavirus 1 (GgorgPyV1)
  - Spezies Alphapolyomavirus macacae mit Macaca fascicularis polyomavirus 1 (MfasPyV1)
  - Spezies Alphapolyomavirus mauratus mit Hamster-Polyomavirus (en. Hamster polyomavirus, HaPyV) alias Mesocricetus auratus polyomavirus 1
  - Spezies Alphapolyomavirus mischreibersii mit Miniopterus schreibersii polyomavirus 1 (MschPyV1)
  - Spezies Alphapolyomavirus molossi mit Bat polyomavirus 3b (BatPyV3b)
  - Spezies Alphapolyomavirus muris mit Murines Polyomavirus (en. Mouse polyomavirus}, MPyV) alias Mus musculus polyomavirus 1, Parotid tumor virus
  - Spezies Alphapolyomavirus nonihominis mit Humanes Polyomavirus 9 (en. Human polyomavirus 9, HPyV9)
  - Spezies Alphapolyomavirus octihominis mit Trichodysplasia spinulosa-associated polyomavirus (TSPyV)
  - Spezies Alphapolyomavirus omartiensseni mit Otomops polyomavirus 1 (OtomopsPyV1)
  - Spezies Alphapolyomavirus pacynocephalus mit Pavian-Polyomavirus 1 (en. Yellow baboon polyomavirus 1, BPyV-1, YbPyV1) alias Papio cynocephalus polyomavirus 1 – Stamm (strain) BS20
  - Spezies Alphapolyomavirus panos mit Schimpansen-Polyomavirus 1 (en. Chimpanzee polyomavirus 1, ChPyV)
  - Spezies Alphapolyomavirus philantombae mit Philantomba monticola polyomavirus 1 (PmonPyV1)
  - Spezies Alphapolyomavirus pibadius mit Piliocolobus badius polyomavirus 2 (PbadPyV2)
  - Spezies Alphapolyomavirus pirufomitratus mit Piliocolobus rufomitratus polyomavirus 1 (PrufPyV1)
  - Spezies Alphapolyomavirus ponabelii mit Sumatran orang-utan polyomavirus	(OraPyV-Sum)
  - Spezies Alphapolyomavirus ponpygmaeus mit Bornean orang-utan polyomavirus (OraPyV-Bor)
  - Spezies Alphapolyomavirus procyonis mit Raccoon polyomavirus (RacPyV)
  - Spezies Alphapolyomavirus ptevampyrus mit Bat polyomavirus 5b1 (BatPyV5b-1)
  - Spezies Alphapolyomavirus quardecihominis mit LI polyomavirus (LIPyV)
  - Spezies Alphapolyomavirus quartipanos mit Schimpansen-Polyomavirus 4 (en. Chimpanzee polyomavirus 4, ChPyV4) alias Pan troglodytes polyomavirus 4, Pan troglodytes verus polyomavirus 3 (PtrovPyV3)
  - Spezies Alphapolyomavirus quintihominis mit Humanes Polyomavirus 5 (en. Human polyomavirus 5, HPyV-5)  alias Merkelzell-Polyomavirus (en. Merkel cell polyomavirus, MCV, MCPyV)
  - Spezies Alphapolyomavirus quintipanos mit Schimpansen-Polyomavirus 5 (en. Chimpanzee polyomavirus 5, ChPyV5) alias Pan troglodytes polyomavirus 5, Pan troglodytes verus polyomavirus 4 (PtrovPyV4)
  - Spezies Alphapolyomavirus ranorvegicus mit Rattus norvegicus polyomavirus 1 (RnorPyV1)
  - Spezies Alphapolyomavirus saraneus mit Sorex araneus polyomavirus 1 (SaraPyV1)
  - Spezies Alphapolyomavirus secarplanirostris mit Bat polyomavirus 3a (BatPyV3a-A1055)
  - Spezies Alphapolyomavirus secomartiensseni mit Otomops polyomavirus 2 (OtomopsPyV2)
  - Spezies Alphapolyomavirus secumastomysis mit Mastomys natalensis polyomavirus 2 (MnatPyV2)
  - Spezies Alphapolyomavirus secumischreibersii mit Miniopterus schreibersii polyomavirus 2 (MschPyV2)
  - Spezies Alphapolyomavirus secupanos mit Schimpansen-Polyomavirus 2 (en. Chimpanzee polyomavirus 2, ChPyV2) alias Pan troglodytes polyomavirus 2, Pan troglodytes verus polyomavirus 1a (PtrovPyV1a)
  - Spezies Alphapolyomavirus septipanos mit Schimpansen-Polyomavirus 7 (en. Chimpanzee polyomavirus 7, ChPyV7) alias Pan troglodytes polyomavirus 7, Pan troglodytes schweinfurthii polyomavirus 2 (PtrosPyV2)
  - Spezies Alphapolyomavirus sextipanos mit Schimpansen-Polyomavirus 6 (en. Chimpanzee polyomavirus 6, ChPyV6) alias Pan troglodytes polyomavirus 6, Pan troglodytes verus polyomavirus 5 (PtrovPyV5)
  - Spezies Alphapolyomavirus socoronatus mit Sorex coronatus polyomavirus 1 (SminPyV1)
  - Spezies Alphapolyomavirus sominutus mit Sorex minutus polyomavirus 1 (ScorPyV1)
  - Spezies Alphapolyomavirus sturnirae mit Bat polyomavirus 3a-B0454 (BatPyV3a-B0454)
  - Spezies Alphapolyomavirus suis mit Sus scrofa polyomavirus 1 (SscrPyV1)
  - Spezies Alphapolyomavirus terdecihominis mit New Jersey polyomavirus (NJPyV)
  - Spezies Alphapolyomavirus tertarplanisrostris mit Bat polyomavirus 4a (BatPyV4a)
  - Spezies Alphapolyomavirus tertichlopygerythrus mit Meerkatzen-Polyomavirus (en. Vervet monkey polyomavirus 3, AGMPyV-3, VmPyV3) alias Chlorocebus pygerythrus polyomavirus 3
  - Spezies Alphapolyomavirus tertimastomysis mit Mastomys natalensis polyomavirus 3 (MnatPyV3)
  - Spezies Alphapolyomavirus tertipanos mit Schimpansen-Polyomavirus 3 (en. Chimpanzee polyomavirus 3, ChPyV3) alias Pan troglodytes verus polyomavirus 2a (PtrovPyV2a)
  - Spezies Alphapolyomavirus tubelangeri mit Tupaia belangeri polyomavirus
  - Spezies Alphapolyomavirus tuglis mit Tupaia glis polyomavirus 1 (TgliPyV1)

- Gattung Betapolyomavirus[9] (41 Spezies, früher zeitweilig in Gattungen Orthopolyomavirus und Wukipolyomavirus getrennt)
  - Spezies Betapolyomavirus arplanirostris mit Bat polyomavirus 2c (BatPyV2c)
  - Spezies Betapolyomavirus calbifrons mit Cebus albifrons polyomavirus 1 (CalbPyV1)
  - Spezies Betapolyomavirus callosciuri mit Callosciurus prevostii polyomavirus 1 (CprePyV1)
  - Spezies Betapolyomavirus canis mit Canis familiaris polyomavirus 1 (CfamPyV1)
  - Spezies Betapolyomavirus cercopitheci mit Cercopithecus erythrotis polyomavirus 1 (CeryPyV1)
  - Spezies Betapolyomavirus desrotundus mit Bat polyomavirus 2a (BatPyV2a)
  - Spezies Betapolyomavirus elephanti mit African elephant polyomavirus 1 (AelPyV1)
  - Spezies Betapolyomavirus enhydrae mit Sea otter polyomavirus
  - Spezies Betapolyomavirus equi mit Equine polyomavirus (EPyV)
  - Spezies Betapolyomavirus gliris mit Glis glis polyomavirus 1 (GgliPyV1)
  - Spezies Betapolyomavirus hominis mit BK-Virus (en. BK polyomavirus, BK virus, BKV, BKPyV) alias Humanes Polyomavirus 1 (en. Human polyomavirus 1, HPyV-1), Polyomavirus hominis 1
  - Spezies Betapolyomavirus leporis mit Lepus polyomavirus 1 (LPyV1)
  - Spezies Betapolyomavirus lepweddellii mit Weddell seal polyomavirus (WsPyV)
  - Spezies Betapolyomavirus macacae mit Simian-Virus 40 (en. Simian virus 40, SV40), Macaca mulatta polyomavirus 1 (MmPV1)
  - Spezies Betapolyomavirus mafricanus mit Miniopterus polyomavirus
  - Spezies Betapolyomavirus marvalis mit Microtus arvalis polyomavirus 1 (CVPyV)
  - Spezies Betapolyomavirus mastomysis mit Mastomys polyomavirus (MasPyV)
  - Spezies Betapolyomavirus meletis mit Meles meles polyomavirus 1 (MmelPyV1)
  - Spezies Betapolyomavirus myoglareolus mit Myodes glareolus polyomavirus 1 (BVPyV)
  - Spezies Betapolyomavirus myolucifugus mit Myotis polyomavirus (MyPyV)
  - Spezies Betapolyomavirus octipanos mit Pan troglodytes verus polyomavirus 8 (PtrovPyV8)
  - Spezies Betapolyomavirus pantherae mit Panthera leo polyomavirus 1 (PleoPyV1)
  - Spezies Betapolyomavirus ptedavyi mit Pteronotus polyomavirus (PteronotusPyV)
  - Spezies Betapolyomavirus pteparnellii mit Bat polyomavirus 2b (BatPyV2b)
  - Spezies Betapolyomavirus quartihominis mit WU-Virus (en. WU polyomavirus, WU virus, WUV, WUPyV) alias Humanes Polyomavirus 4 (en. Human polyomavirus 4, HPyV-4), Polyomavirus hominis 4
  - Spezies Betapolyomavirus raegyptiacus mit Rousettus aegyptiacus polyomavirus 1 (RaegPyV1)
  - Spezies Betapolyomavirus saboliviensis mit Squirrel monkey polyomavirus (SquiPyV)
  - Spezies Betapolyomavirus sasciureus mit Saimiri sciureus polyomavirus 1 (SsciPyV1)
  - Spezies Betapolyomavirus sciuri mit Sciurus carolinensis polyomavirus 1 (ScarPyV1)
  - Spezies Betapolyomavirus secacelebensis mit Bat polyomavirus 6a (BatPyV6a)
  - Spezies Betapolyomavirus secuchlopygerythrus mit Meerkatzen-Polyomavirus 2 (en. Vervet monkey polyomavirus 2, VmPyV2) alias Chlorocebus pygerythrus polyomavirus 2
  - Spezies Betapolyomavirus secudobsoniae mit Bat polyomavirus 6b (BatPyV6b)
  - Spezies Betapolyomavirus secuhominis mit JC-Virus (en. JC polyomavirus, JC virus, JCV, JCPyV) alias Humanes Polyomavirus 2 (en. Human polyomavirus 2, HPyV-2), Polyomavirus hominis 2
  - Spezies Betapolyomavirus secumuris mit Murines Pneumotropes Virus (en. Mouse pneumotropic virus, MPtV), Kilham polyomavirus
  - Spezies Betapolyomavirus secupacynocephalus mit Pavian-Polyomavirus 2 (en. Yellow baboon polyomavirus 2, BPyV-2, YbPyV2) alias Papio cynocephalus polyomavirus 2
  - Spezies Betapolyomavirus securanorvegicus mit Rat polyomavirus 2 (RatPyV2)
  - Spezies Betapolyomavirus tertidobsoniae mit Bat polyomavirus 6c (BatPyV6c)
  - Spezies Betapolyomavirus tertihominis mit KI-Virus (en. KI polyomavirus, KI virus, KIV, KIPyV) alias Humanes Polyomavirus 3 (en. Human polyomavirus 3, HPyV-3), Polyomavirus hominis 3
  - Spezies Betapolyomavirus tertimuris mit Mus musculus polyomavirus 3 (MPoV3)
  - Spezies Betapolyomavirus vicugnae mit Alpaca polyomavirus (AlPyV)
  - Spezies Betapolyomavirus zacalifornianus mit California sea lion polyomavirus 1 (SLPyV)

- Gattung Gammapolyomavirus[10] (veraltet Avipolyomavirus, 9 Spezies)
  - Spezies Gammapolyomavirus anseris mit Hämorrhagisches Polyomavirus der Gänse (en. Goose hemorrhagic polyomavirus, GHPV) alias Anser anser polyomavirus 1
  - Spezies Gammapolyomavirus avis mit Avianes Polyomavirus 1, (en. Aves polyomavirus 1) alias Wellensittich-Polyomavirus (en. Budgerigar fledgling disease virus, BFPyV, BFDV) – Polyomavirus der Nestlingskrankheit der Wellensittiche
  - Spezies Gammapolyomavirus corvi mit Krähen-Polyomavirus (en. Crow polyomavirus, CpyV) alias Corvus monedula polyomavirus 1
  - Spezies Gammapolyomavirus cratorquatus mit Butcherbird polyomavirus
  - Spezies Gammapolyomavirus egouldiae mit Erythrura gouldiae polyomavirus 1 (EgouPyV1)
  - Spezies Gammapolyomavirus lonmaja mit Hungarian finch polyomavirus (HunFPyV)
  - Spezies Gammapolyomavirus padeliae mit Adélie penguin polyomavirus (ADPyV)
  - Spezies Gammapolyomavirus pypyrrhula mit Finken-Polyomavirus (en. Finch polyomavirus, FpyV)
  - Spezies Gammapolyomavirus secanaria mit Kanarienvogel-Polyomavirus (en. Canary polyomavirus, CaPyV) alias Serinus canaria polyomavirus 1

- Gattung Deltapolyomavirus[11] (7 Spezies)
  - Spezies Deltapolyomavirus canis mit Canis lupus polyomavirus 1	ClupPyV1
  - Spezies Deltapolyomavirus decihominis mit Humanes Polyomavirus 10 (en. Human polyomavirus 10, MW polyomavirus,	 HPyV-10, MWPyV)
  - Spezies Deltapolyomavirus secuprocyonis mit Raccoon-associated polyomavirus 2 (PlotPyV1)
  - Spezies Deltapolyomavirus septihominis mit Humanes Polyomavirus 7 (en. Human polyomavirus 7, HPyV-7, HPyV7)
  - Spezies Deltapolyomavirus sextihominis mit Humanes Polyomavirus 6 (en. Human polyomavirus 6, HPyV-6, HPyV6)
  - Spezies Deltapolyomavirus undecihominis mit Humanes Polyomavirus 11 (en. Human polyomavirus 11, STL polyomavirus, HPyV-11, STLPyV)

- Gattung Epsilonpolyomavirus (3 Spezies)
  - Spezies Epsilonpolyomavirus bovis mit Bovines Polyomavirus (en. Bovine polyomavirus, BPyV) alias Bos taurus polyomavirus 1
  - Spezies Epsilonpolyomavirus caprae mit Capra aegragus polyomavirus 1	CaegPyV1
  - Spezies Epsilonpolyomavirus poporcus mit Potamochoerus porcus polyomavirus 1 (PporPyV1)

- Gattung Zetapolyomavirus (1 Spezies)
  - Spezies Zetapolyomavirus delphini mit Dolphin polyomavirus 1 (DPyV)

- Gattung Etapolyomavirus (1 Spezies)
- Spezies Etapolyomavirus rhyndjiddensis mit Giant guitarfish polyomavirus (GfPyV1)

- Gattung Thetapolyomavirus (4 Spezies)
  - Spezies Thetapolyomavirus censtriata mit Black sea bass-associated polyomavirus 1 (BassPyV1)
  - Spezies Thetapolyomavirus spari mit Sparus aurata polyomavirus 1 (SaurPyV1)
  - Spezies Thetapolyomavirus trebernacchii mit Emerald notothen polyomavirus 1 (TberPyV1)
  - Spezies Thetapolyomavirus trepennellii mit Sharp-spined notothenia polyomavirus (SspPyV)

- Keiner Gattung innerhalb der Polyomaviridae zugeordnet sind
  - Spezies „Rabbit kidney vacuolating virus“ mit Kaninchen-Polyomavirus (Rabbit kidney vacuolating virus, RKV)
  - Spezies „Baboon polyomavirus 1“ mit Simian-Virus 12 (en. Simian virus 12, SV12) – Stamm (strain) wt100